# Polyeucte de Constantinople
Pour les articles homonymes, voir Polyeucte (homonymie).
Polyeucte ou Polyeuctus de Constantinople était un moine eunuque, partisan de l'austérité, qui fut patriarche de Constantinople du 3 avril 956 au 5 février 970.

## Biographie
Ses parents l'avaient eux-mêmes mutilé pour le consacrer à la sainte vie. Il devint patriarche le 3 avril 956 à la suite de Théophylacte, patriarche connu pour ses excentricités et sa corruption. On disait Polyeucte d'esprit étroit, mais vertueux et passionné.
George Cedrenus rapporte que quelques jours après son avènement, il tança publiquement Constantin VII Porphyrogénète à Sainte-Sophie devant tout le peuple, « ce qui ne fut pas agréable à l'autocrator ».
Lors du couronnement de Jean Ier Tzimiskès, il ordonna au nouvel empereur de châtier les meurtriers du précédent empereur Nicéphore II, d’exiler l’impératrice Théophano et de donner ses biens aux pauvres. Il fut aussi l'instructeur en religion chrétienne de la tsarine Olga lors de sa venue à Constantinople.
Il mourut le 5 février 970.

## Sources
- Gustave Schlumberger, Un empereur byzantin au dixième siècle : Nicéphore Phocas (ouvrage illustré de 4 chromolithographies, 3 cartes et 24 gravures, d’après les originaux ou d’après les documents les plus authentiques), Paris, Firmin-Didot et Cie, 1923 (lire en ligne).
- Bernard Flusin (traduction) et Jean-Claude Cheynet (annotations) (trad. du grec ancien), Jean Skylitzès. Empereurs de Constantinople, Paris, P. Lethielleux, coll. « Réalités byzantines » (no 8), 2003, 466 p. (ISBN 2-283-60459-1), p. 205-210, 218-220, 240-241.